# Betzavta
Betzavta (hebräisch בצוותא für „Miteinander“) ist eine Methode für demokratische Aushandlungsprozesse und gegenseitige Anerkennung unterschiedlicher Standpunkte. Die Betzavta-Methode wurde 1988 von Uki Maroshek-Klarman am ADAM-Institut für Demokratie und Frieden in Jerusalem entwickelt, das seine Wurzeln in der israelischen Friedensbewegung hat. 1995 wurde das Konzept dann vom Centrum für angewandte Politikforschung in München für die Bildungsarbeit in Deutschland angepasst.

## Die Methode
Betzavta wurde entwickelt vor dem Hintergrund der unüberbrückbar erscheinenden Interessensgegensätze zwischen jüdischen Israelis und Palästinensern. Darin wird Demokratie nicht als bloßes Regelwerk verstanden, sondern als von allen Seiten täglich gelebter Prozess, in dem trotz unterschiedlicher Sichtweisen die Würde und die Freiheitsrechte der anderen geachtet werden. In diesem Prozess sollen die fremden Standpunkte nicht als einfach falsch wahrgenommen werden, sondern als mögliche Alternativen mit Vor- und Nachteilen, genau so wie der eigene Standpunkt. Stichwort: Vom Konflikt zum Dilemma (Leitspruch: „Gemeinsam – einen Konflikt in ein Dilemma verwandeln“, “בצוותא – המרה של קונפליקט בדילמה”). Das neu errungene Bewusstsein für die Schwächen und Stärken der bestehenden Alternativen soll dann dazu anregen, neue Alternativen mit weniger Nachteilen für alle zu suchen.